# El Mirador Primero
El Mirador Primero är en ort i Mexiko.   Den ligger i kommunen Candelaria och delstaten Campeche, i den sydöstra delen av landet, 900 km öster om huvudstaden Mexico City. El Mirador Primero ligger 138 meter över havet och antalet invånare är 314.
Terrängen runt El Mirador Primero är platt. Runt El Mirador Primero är det glesbefolkat, med 11 invånare per kvadratkilometer. Närmaste större samhälle är Miguel de la Madrid, 10,7 km väster om El Mirador Primero. I omgivningarna runt El Mirador Primero växer i huvudsak städsegrön lövskog.